# Amateur (film 2018)
Amateur è un film del 2018 diretto da Ryan Koo.

## Trama
Un quattordicenne prodigio del basket viene reclutato da una scuola d'elite dove dovrà affrontare la corruzione e l'avidità tipiche dell'ambiente.

## Distribuzione
Il film è stato distribuito sulla piattaforma Netflix a partire dal 06 aprile 2018.